# Cottocomephoridae
Cottocomephoridae Berg, 1906 è una famiglia di pesci ossei appartenenti all'ordine Scorpaeniformes.

## Descrizione
Sono relativamente simili ai Cottidae. Hanno testa grande (meno che negli Abyssocottidae) e bocca moderatamente grande. Le pinne pettorali sono molto ampie, quasi da sembrare ali. Le pinne dorsali sono due, la prima spinosa e la seconda composta di raggi molli.
Misurano al massimo 18 cm.

## Distribuzione e habitat
Quasi tutte le specie sono endemiche del lago Baikal in Siberia tranne alcune che sono diffuse nei corsi d'acqua circostanti il lago.
Molte specie vivono nella zona costiera del lago mentre altre vivono a profondità abissali. Cottocomephorus alexandrae fa vita pelagica.

## Tassonomia
La famiglia comprende i seguenti generi e specie:
- Genere Batrachocottus
  - Batrachocottus baicalensis
  - Batrachocottus nikolskii
  - Batrachocottus talievi
- Genere Cottocomephorus
  - Cottocomephorus alexandrae
  - Cottocomephorus grewingkii
  - Cottocomephorus inermis
- Genere Leocottus
  - Leocottus kesslerii
- Genere Paracottus
  - Paracottus knerii